# Ariolimax dolichophallus
Ariolimax dolichophallus är en snäckart som beskrevs av Mead 1943. Ariolimax dolichophallus ingår i släktet Ariolimax och familjen skogssniglar. Inga underarter finns listade i Catalogue of Life.

## Bildgalleri

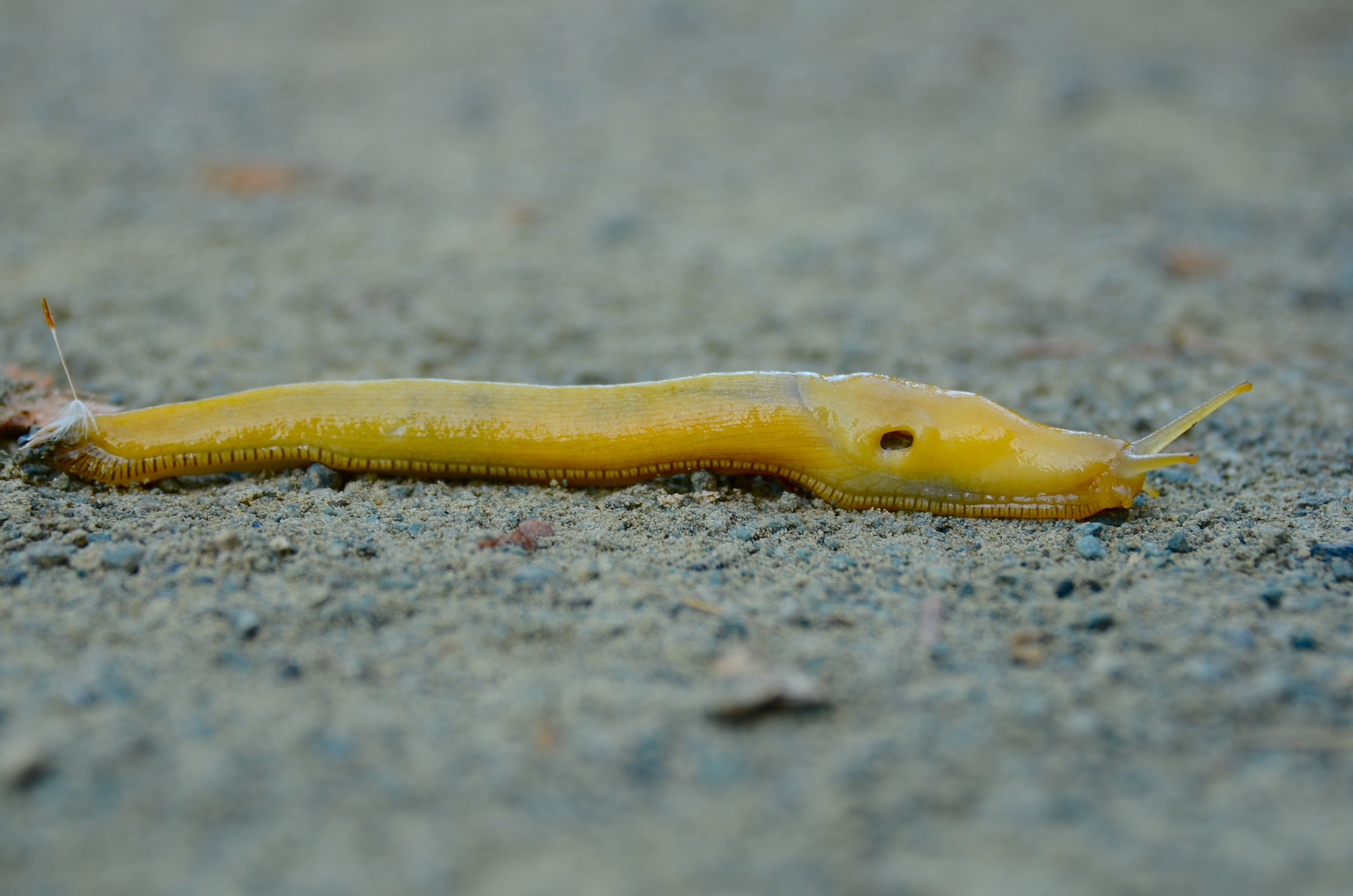